# Liste der Gemeinden in der Stadtregion Salzburg
Die Stadtregion Salzburg ist eine österreichische Agglomeration in Salzburg und Oberösterreich. Die Region besteht aus der Kernzone (Code: SR041) und der Außenzone (Code: SR042).

## Geschichte der Klassifikation
Die Abgrenzung der Stadtregionen (Urbanen Zentren) wurde von der Statistik Austria für 1971 bis 2001 alle 10 Jahre vorgenommen. Für den Stichtag 31. Oktober 2013 wurde erstmals nach der von der Statistik Austria für statistische Zwecke entwickelten Urban-Rural-Typologie abgegrenzt, welche die Abgrenzung der Stadtregionen integriert.

## Liste der Gemeinden laut Abgrenzung von 2001
Die Einwohnerzahlen in den Listen sind vom 1. Jänner 2024.

### Kernzone Salzburg
| Gemeinde        | Lage | Ew      | km²   | Ew / km² | Gerichtsbezirk | Region                                | Typ             | Metadaten         |
| --------------- | ---- | ------- | ----- | -------- | -------------- | ------------------------------------- | --------------- | ----------------- |
| Salzburg        |      | 157.399 | 65,65 | 2397     | Salzburg       | Salzburg Stadt und Umgebungsgemeinden | Statutar- stadt | Gem.Kennz.: 50101 |
| Anif            |      | 4.329   | 7,61  | 569      | Salzburg       | Salzburg Stadt und Umgebungsgemeinden | Gemeinde        | Gem.Kennz.: 50301 |
| Bad Vigaun      |      | 2.131   | 17,55 | 121      | Hallein        |                                       | Gemeinde        | Gem.Kennz.: 50213 |
| Bergheim        |      | 5.853   | 15,20 | 385      | Oberndorf      | Salzburg Stadt und Umgebungsgemeinden | Gemeinde        | Gem.Kennz.: 50303 |
| Elsbethen       |      | 5.435   | 23,94 | 227      | Salzburg       | Salzburg Stadt und Umgebungsgemeinden | Gemeinde        | Gem.Kennz.: 50309 |
| Eugendorf       |      | 7.208   | 29,03 | 248      | Thalgau        | Salzburg Stadt und Umgebungsgemeinden | Markt- gemeinde | Gem.Kennz.: 50310 |
| Grödig          |      | 7.385   | 23,07 | 320      | Salzburg       | Salzburg Stadt und Umgebungsgemeinden | Markt- gemeinde | Gem.Kennz.: 50314 |
| Hallein         |      | 21.540  | 26,98 | 798      | Hallein        |                                       | Stadt- gemeinde | Gem.Kennz.: 50205 |
| Hallwang        |      | 4.231   | 13,12 | 323      | Salzburg       | Salzburg Stadt und Umgebungsgemeinden | Gemeinde        | Gem.Kennz.: 50316 |
| Oberalm         |      | 4.354   | 6,39  | 682      | Hallein        |                                       | Markt- gemeinde | Gem.Kennz.: 50208 |
| Wals-Siezenheim |      | 14.374  | 26,63 | 540      | Salzburg       | Salzburg Stadt und Umgebungsgemeinden | Gemeinde        | Gem.Kennz.: 50338 |

### Außenzone Salzburg
| Gemeinde                   | Lage | Ew     | km²   | Ew / km² | Gerichtsbezirk        | Region                                | Typ             | Metadaten         |
| -------------------------- | ---- | ------ | ----- | -------- | --------------------- | ------------------------------------- | --------------- | ----------------- |
| Adnet                      |      | 3.726  | 30,01 | 124      | Hallein               |                                       | Gemeinde        | Gem.Kennz.: 50202 |
| Anthering                  |      | 3.762  | 25,28 | 149      | Oberndorf             | Salzburg Stadt und Umgebungsgemeinden | Gemeinde        | Gem.Kennz.: 50302 |
| Berndorf bei Salzburg      |      | 1.758  | 14,48 | 121      | Oberndorf             | Salzburger Seenland                   | Gemeinde        | Gem.Kennz.: 50304 |
| Bürmoos                    |      | 5.009  | 6,95  | 721      | Oberndorf             | Flachgau Nord                         | Gemeinde        | Gem.Kennz.: 50305 |
| Dorfbeuern                 |      | 1.633  | 14,60 | 112      | Oberndorf             | Flachgau Nord                         | Gemeinde        | Gem.Kennz.: 50306 |
| Ebenau                     |      | 1.468  | 17,15 | 86       | Thalgau               | Osterhorngruppe                       | Gemeinde        | Gem.Kennz.: 50307 |
| Elixhausen                 |      | 3.130  | 8,36  | 374      | Salzburg              | Salzburg Stadt und Umgebungsgemeinden | Gemeinde        | Gem.Kennz.: 50308 |
| Faistenau                  |      | 3.119  | 51,24 | 61       | Thalgau               | Osterhorngruppe                       | Gemeinde        | Gem.Kennz.: 50311 |
| Fuschl am See              |      | 1.714  | 21,40 | 80       | Thalgau               | Osterhorngruppe                       | Gemeinde        | Gem.Kennz.: 50312 |
| Golling an der Salzach     |      | 4.464  | 82,20 | 54       | Hallein               |                                       | Markt- gemeinde | Gem.Kennz.: 50204 |
| Göming                     |      | 766    | 8,75  | 88       | Oberndorf             | Flachgau Nord                         | Gemeinde        | Gem.Kennz.: 50313 |
| Großgmain                  |      | 2.691  | 22,82 | 118      | Salzburg              | Salzburg Stadt und Umgebungsgemeinden | Gemeinde        | Gem.Kennz.: 50315 |
| Henndorf am Wallersee      |      | 5.167  | 23,50 | 220      | Neumarkt bei Salzburg | Salzburger Seenland                   | Gemeinde        | Gem.Kennz.: 50317 |
| Hintersee                  |      | 483    | 47,44 | 10       | Thalgau               | Osterhorngruppe                       | Gemeinde        | Gem.Kennz.: 50318 |
| Hof bei Salzburg           |      | 3.643  | 19,69 | 185      | Thalgau               | Osterhorngruppe                       | Gemeinde        | Gem.Kennz.: 50319 |
| Koppl                      |      | 3.680  | 20,88 | 176      | Thalgau               | Osterhorngruppe                       | Gemeinde        | Gem.Kennz.: 50321 |
| Köstendorf                 |      | 2.726  | 23,10 | 118      | Neumarkt bei Salzburg | Salzburger Seenland                   | Gemeinde        | Gem.Kennz.: 50320 |
| Krispl                     |      | 874    | 29,66 | 29       | Hallein               |                                       | Gemeinde        | Gem.Kennz.: 50206 |
| Kuchl                      |      | 7.467  | 46,90 | 159      | Hallein               |                                       | Markt- gemeinde | Gem.Kennz.: 50207 |
| Lamprechtshausen           |      | 4.078  | 31,77 | 128      | Oberndorf             | Flachgau Nord                         | Gemeinde        | Gem.Kennz.: 50322 |
| Mattsee                    |      | 3.532  | 24,59 | 144      | Neumarkt bei Salzburg | Salzburger Seenland                   | Markt- gemeinde | Gem.Kennz.: 50323 |
| Neumarkt am Wallersee      |      | 6.626  | 36,27 | 183      | Neumarkt bei Salzburg | Salzburger Seenland                   | Stadt- gemeinde | Gem.Kennz.: 50324 |
| Nußdorf am Haunsberg       |      | 2.503  | 35,54 | 70       | Oberndorf             | Flachgau Nord                         | Gemeinde        | Gem.Kennz.: 50325 |
| Oberndorf bei Salzburg     |      | 6.097  | 4,55  | 1340     | Oberndorf             | Flachgau Nord                         | Stadt- gemeinde | Gem.Kennz.: 50326 |
| Obertrum am See            |      | 5.022  | 21,27 | 236      | Neumarkt bei Salzburg | Salzburger Seenland                   | Markt- gemeinde | Gem.Kennz.: 50327 |
| Palting                    |      | 1.264  | 11,51 | 110      | Mattighofen           |                                       | Gemeinde        | Gem.Kennz.: 40429 |
| Perwang am Grabensee       |      | 1.129  | 6,83  | 165      | Mattighofen           |                                       | Gemeinde        | Gem.Kennz.: 40430 |
| Plainfeld                  |      | 1.296  | 5,21  | 249      | Thalgau               | Osterhorngruppe                       | Gemeinde        | Gem.Kennz.: 50328 |
| Puch bei Hallein           |      | 4.831  | 21,01 | 230      | Hallein               |                                       | Gemeinde        | Gem.Kennz.: 50209 |
| Sankt Georgen bei Salzburg |      | 3.193  | 24,63 | 130      | Oberndorf             | Flachgau Nord                         | Gemeinde        | Gem.Kennz.: 50329 |
| Sankt Koloman              |      | 1.806  | 55,97 | 32       | Hallein               |                                       | Gemeinde        | Gem.Kennz.: 50211 |
| Scheffau am Tennengebirge  |      | 1.467  | 69,67 | 21       | Hallein               |                                       | Gemeinde        | Gem.Kennz.: 50212 |
| Seeham                     |      | 2.033  | 10,40 | 196      | Neumarkt bei Salzburg | Salzburger Seenland                   | Gemeinde        | Gem.Kennz.: 50332 |
| Seekirchen am Wallersee    |      | 11.570 | 50,28 | 230      | Neumarkt bei Salzburg | Salzburger Seenland                   | Stadt- gemeinde | Gem.Kennz.: 50339 |
| Thalgau                    |      | 6.102  | 48,16 | 127      | Thalgau               | Osterhorngruppe                       | Markt- gemeinde | Gem.Kennz.: 50337 |